# سمندر کوهستانی کردستان
 سمندر کوهستانی کردستان(نام علمی: Neurergus microspilotus) نام یک گونه از راسته سمندر است.

سمندر کُردستانی یا سمندر خال زرد کردستانی با نامهای محلی (نازخاتوونه - نازخاتوون - بوکی کانی - بوکی کانیله - مار خاتوونه - ماره زه رده له - کانی بوک) یکی از گونه‌های کم‌یاب در بین خانواده سمندریان است. بهترین زیستگاه این نوع سمندر در بررسی‌های به عمل آمده در سال گذشته و در زیستگاه سمندر کُردستانی در مناطق کوهستانی شهرستان بانه (یکی از شهرهای استان کردستان) مشخص شده است (۹ زیستگاه توسط سازمان حفاظت محیط زیست استان کردستان به ثبت رسیده است) که این منطقه فعال‌ترین زیستگاه این دوزیست در ایران به حساب می‌آید.هم اینک گونه Neurergus microspilotus تنها در ایران در شهرهای بانه، مریوان، سردشت، بوکان، نقده، اشنویه  و اورامانات در استان‌های کردستان و کرمانشاه و آذربایجان غربی پراکندگی دارد.